# Équipe du Danemark de hockey sur glace
Cet article traite de l'équipe masculine. Pour l'équipe féminine, voir Équipe du Danemark féminine de hockey sur glace.
L'équipe du Danemark de hockey sur glace représente la sélection nationale du Danemark. Elle regroupe les meilleurs joueurs de hockey sur glace danois lors des compétitions internationales, et est sous la tutelle de la Danmarks Ishockey Union. 

## Effectif
| No    | Nom                    | Position       | Club                                     |
| ----- | ---------------------- | -------------- | ---------------------------------------- |
| +011, | Alexander True         | Attaquant      | MODO Hockey                              |
| +012, | Oskar Mølgaard         | Attaquant      | HV 71                                    |
| +015, | Matias Lassen          | Défenseur      | Malmö Redhawks                           |
| +017, | Nicklas Jensen         | Attaquant      | Schlittschuh Club Rapperswil-Jona Lakers |
| +022, | Markus Lauridsen       | Défenseur      | Frankfurt Lions                          |
| +024, | Nikolaj Ehlers         | Attaquant      | Jets de Winnipeg                         |
| +025, | Oliver Lauridsen - A   | Défenseur      | TPS                                      |
| +029, | Mikkel Aagaard         | Attaquant      | MODO Hockey                              |
| +032, | Sebastian Dahm         | Gardien de but | EC Klagenfurt AC                         |
| +038, | Morten Poulsen         | Attaquant      | Herning Blue Fox                         |
| +040, | Anders Koch            | Défenseur      | Kiekko-Espoo                             |
| +041, | Jesper Jensen Aabo - C | Défenseur      | EC Klagenfurt AC                         |
| +042, | Phillip Bruggisser     | Défenseur      | Fischtown Pinguins Bremerhaven           |
| +043, | Mathias Seldrup        | Gardien de but | Herning Blue Fox                         |
| +046, | Jonas Røndbjerg        | Attaquant      | Golden Knights de Vegas                  |
| +048, | Nicholas Jensen        | Défenseur      | Fischtown Pinguins Bremerhaven           |
| +050, | Mathias Bau Hansen     | Attaquant      | Herning Blue Fox                         |
| +054, | Felix Scheel           | Attaquant      | Fischtown Pinguins Bremerhaven           |
| +063, | Patrick Russel - A     | Attaquant      | Linköping HC                             |
| +065, | Christian Wejse        | Attaquant      | Fischtown Pinguins Bremerhaven           |
| +072, | Nicolai Meyer          | Attaquant      | Södertälje SK                            |
| +077, | Mathias From           | Attaquant      | EC Klagenfurt AC                         |
| +080, | Frederik Dichow        | Gardien de but | HV 71                                    |
| +086, | Joachim Blichfeld      | Attaquant      | Rögle BK                                 |
| +095, | Nick Olesen            | Attaquant      | ČEZ Motor České Budějovice               |

## Résultats

### Jeux olympiques
- 1920 - 2006 - Non qualifié
- 2010 - Non qualifié
- 2014 - Non qualifié
- 2018 - Non qualifié
- 2022 - Septième

### Championnats du monde
Les Jeux olympiques d'hiver tenus entre 1920 et 1968 comptent également comme les championnats du monde . Durant les Jeux Olympiques de 1980, 1984 et 1988 il n'y a pas eu de compétition du tout.
- 1949 - 14e place
- 1950 - 1961 - Ne participe pas
- 1962 - 14e place (6e du groupe B)
- 1963 -  18e place (3e du groupe C)
- 1964 -  Non qualifié pour les JO
- 1965 - Ne participe pas
- 1966 - 18e place (2e du groupe C)
- 1967 - 19e place (3e du groupe C)
- 1968 - Non qualifié pour les JO
- 1969 - 20e place (6e du groupe C)
- 1970 - 19e place (5e du groupe C)
- 1971 - 20e place (6e du groupe C)
- 1972 - 20e place (7e du groupe C)
- 1973 - 21e place (7e du groupe C)
- 1974 - Ne participe pas
- 1975 - 20e place (6e du groupe C)
- 1976 - 20e place (4e du groupe C)
- 1977 - 19e place (2e du groupe C)
- 1978 - 21e place (3e du groupe C)
- 1979 - 16e place (8e du groupe B)
- 1981 - 20e place (4e du groupe C)
- 1982 - 19e place (3e du groupe C)
- 1983 - 20e place (4e du groupe C)
- 1985 - 21e place (5e du groupe C)
- 1986 - 21e place (5e du groupe C)
- 1987 - 18e place (2e du groupe C)
- 1989 - 16e place (8e du groupe B)
- 1990 - 18e place (2e du groupe C)
- 1991 - 17e place (1re du groupe C)
- 1992 - 16e place (4e du groupe B)
- 1993 - 16e place (4e du groupe B)
- 1994 - 17e place (5e du groupe B)
- 1995 - 17e place (5e du groupe B)
- 1996 - 18e place (6e du groupe B)
- 1997 - 20e place (8e du groupe B)
- 1998 - 20e place (4e du groupe B)
- 1999 - 17e place (1re du groupe B)
- 2000 - 21e place (5e du groupe B)
- 2001 - 3e place de la Division I, Groupe A
- 2002 - 1re place de la Division I, Groupe B
- 2003 - 11e place
- 2004 - 12e place
- 2005 - 13e place
- 2006 - 13e place
- 2007 - 10e place
- 2008 - 12e place
- 2009 - 13e place
- 2010 - 8e place
- 2011 - 11e place
- 2012 - 13e place
- 2013 - 12e place
- 2014 - 13e place
- 2015 - 14e place
- 2016 - 8e place
- 2017 - 12e place
- 2018 - 10e place
- 2019 - 11e place
- 2020 - Annulé en raison du coronavirus
- 2021 - 12e place
- 2022 - 9e place
- 2023 - 10e place
- 2024 - 13e place
- 2025 - 4e place

Note :  Promue ;  Reléguée

## Classement mondial
| Année     | Rang | Points | Progression |
| --------- | ---- | ------ | ----------- |
| 2003      | 14   | 2 665  |             |
| 2004      | 14   | 2 575  | ±0          |
| 2005      | 14   | 2 400  | ±0          |
| Mai 2006  | 14   | 3 000  | ±0          |
| 2007      | 12   | 2 885  | +2          |
| 2008      | 13   | 2 660  | -1          |
| 2009      | 13   | 2 445  | ±0          |
| Fév. 2010 | 13   | 3 085  | ±0          |
| Mai 2010  | 13   | 3 185  | ±0          |
| 2011      | 13   | 2 965  | ±0          |
| 2012      | 12   | 2 710  | +1          |
| 2013      | 12   | 2 480  | ±0          |
| Fév. 2014 | 13   | 3 050  | -1          |
| Mai 2014  | 15   | 3 085  | -2          |

| Année     | Rang | Points | Progression |
| --------- | ---- | ------ | ----------- |
| 2015      | 15   | 2 775  | ±0          |
| 2016      | 13   | 2 700  | +2          |
| 2017      | 14   | 2 495  | -1          |
| Fev. 2018 | 14   | 3 100  | ±0          |
| Mai 2018  | 12   | 3 130  | +2          |
| 2019      | 12   | 2 925  | ±0          |
| 2020      | 12   | 2 685  | ±0          |
| 2021      | 12   | 2470   | ±0          |
| Mars 2022 | 10   |        | +2          |
| Mai 2022  | 10   | 3 335  | ±0          |
| 2023      | 11   | 3 500  | -1          |

## Équipe junior moins de 20 ans

### Championnats du monde junior
Le Danemark se qualifie lors de la troisième édition des championnats junior.
- 1979 - 4e place du Groupe B
- 1980 - 5e place du Groupe B
- 1981 - 5e place du Groupe B
- 1982 - 4e place du Groupe B
- 1983 - 7e place du Groupe B
- 1984 - 8e place du Groupe B
- 1985 - 5e place du Groupe C
- 1986 - 2e place du Groupe C
- 1987 - 2e place du Groupe C
- 1988 - 1re place du Groupe C
- 1989 - 7e place du Groupe B
- 1990 - 4e place du Groupe B
- 1991 - 8e place du Groupe B
- 1992 - 2e place du Groupe C
- 1993 - 2e place du Groupe C
- 1994 - 3e place du Groupe C
- 1995 - 3e place du Groupe C
- 1996 - 3e place du Groupe C
- 1997 - 3e place du Groupe C
- 1998 - 1re place du Groupe C
- 1999 - 3e place du Groupe B
- 2000 - 8e place du Groupe B
- 2001 - 4e place de la division II
- 2002 - 2e place de la division II
- 2003 - 5e place de la division I, Groupe B
- 2004 - 2e place de la division I, Groupe A
- 2005 - 3e place de la division I, Groupe B
- 2006 - 2e place de la division I, Groupe A
- 2007 - 1re place de la division I, Groupe A
- 2008 - 10e place
- 2009 - 2e place de la division I, Groupe B
- 2010 - 2e place de la division I, Groupe A
- 2011 - 1re place de la division I, Groupe B
- 2012 - 10e place
- 2013 - 3e place de la division IA
- 2014 - 1re place de la division IA
- 2015 - 8e place place
- 2016 - 8e place place
- 2017 - 5e place place
- 2018 - 9e place place
- 2019 - 10e place
- 2020 - 5e place de la division IA
- 2021 - Annulé en raison du coronavirus
- 2022 - 5e place de la division IA
- 2023 - 5e place de la division IA
- 2024 - 3e place de la Division IA
- 2025 - 1re place de la Division IA

## Équipe des moins de 18 ans

### Championnats du monde moins de 18 ans
L'équipe des moins de 18 ans participe dès la première édition.
- 1999 - 4e place du Groupe B
- 2000 - 5e place du Groupe B
- 2001 - 7e place de Division I
- 2002 - 6e place de Division I
- 2003 - 1re place de la Division I, Groupe A
- 2004 - 8e place place
- 2005 - 10e place place
- 2006 - 2e place de la Division I, Groupe B
- 2007 - 1re place de la Division I, Groupe B
- 2008 - 10e place place
- 2009 - 2e place de la Division I, Groupe B
- 2010 - 2e place de la Division I, Groupe A
- 2011 - 1re place de la Division I, Groupe B
- 2012 - 10e place place
- 2013 - 1re place de la Division IA
- 2014 - 10e place place
- 2015 - 1re place de la Division IA
- 2016 - 10e place place
- 2017 - 3e place de la Division IA
- 2018 - 3e place de la Division IA
- 2019 - 3e place de la Division IA
- 2020 - Annulé en raison du coronavirus
- 2021 - Annulé en raison du coronavirus
- 2022 - 5e place de la Division IA
- 2023 - 2e place de la Division IA

- 2024 - 5e place de la Division IA
- 2025 - 1re place de la Division IA